# Dj
 "DJ" omdirigeres hertil. For andre betydninger af DJ, se DJ (flertydig).
|  | "DJ" anvendes også som forkortelse for Dansk Journalistforbund |
En dj eller DJ ([ˈdiːdʒeɪ]?; forkortelse for disc jockey, som er engelsk for skiverytter eller pladevender) er en person som spiller forudindspillet musik for et publikum. Der findes forskellige typer af DJs. En "Radio DJ" annoncerer og spiller musik for folk gennem FM, AM eller DAB nettet. En "club DJ" spiller musik på diskoteker, klubber, barer og ligende. Yderligere er langt størstedelen af DJs i Danmark kendt som "Mobil DJs" idet de arbejder med eget udstyr (et såkaldt "mobildiskotek") og spiller til private fester, som bryllupper, firmafrokoster og lignende. Ifølge en undersøgelse fra 2012 er der cirka 1¼ mio diskjockeyer på globalt plan, omend dette tal ikke tager højde for et stort antal af ikke-etablerede DJs.

## Udstyr og teknikker
En DJ bruger som regel følgende udstyr.
- Musik på forskellige medier (f.eks. cd'er, vinyler og flash medier)
- Musikafspillere af forskellige typer, alt efter hvad DJ'en foretrækker. (f.eks. pladespillere, cd-afspillere og digitalafspillere)
- Mixer med 2 til 5 kanaler. Mixeren bruges til at samle lyden fra afspillerne, og samtidig har den en crossfader, som gør det muligt at fade mellem to sange.
- Hovedtelefoner, som bruges til at lytte til et andet nummer, end det der bliver spillet i højttalerne.
- En mikrofon, så DJ'en har mulighed for at snakke til folkene der er til stede.
- Desuden er mixeren tilsluttet et lydsystem, bestående at højttalere og en eller flere forstærkere.

Desuden benytter nogle DJs forskelligt ekstraudstyr, som kan bruges til at manipulerer med lyden.
- Effekt maskiner, som er i stand til at tilføje forskellige effekter til musikken (f.eks. Echo, Jet, Zip, Flanger, osv.)
- Synthesizers som kan bruges til at fremstille forskellige lyde med.
- Et computerprogram, som kan håndtere tidskodede cd'er/vinyl'er, så det er muligt at spille musikken fra computeren, men stadig styre det med f.eks. en pladespiller.

En DJ (specielt club DJs) bruger forskellige teknikker til, at mixe sangene sammen, så man opnår en flydende overgang mellem dem.
- Beat-matching er en meget anvendt teknik, hvor DJ'en ved hjælp af bl.a. pitch shifting får sangene til at køre i samme tempo.
- Slip-cueing er primært en vinyl teknik, hvor DJ'en holder pladen stille og slipper den på det rigtige tidspunkt.
- Sampling er en teknik, hvor et stykke af en sangn køres indover en anden.
- Scratching er teknikken, hvor DJ'en bevæger en vinyl frem og tilbage på afspilleren.
- Der findes generelt rigtig mange forskellige teknikker, som kan gøre det nemmere at mixe sange sammen.

## Tidslinje

### 1850'erne til 1910'erne
I 1857 opfandt Leon Scott fonoautografen, som var den første maskine der var i stand til at optage lyd. 20 år senere opfandt Thomas Edison fonografen, som var den første maskine der kunne afspille optaget lyd. I 1892 begyndte Emile Berliner at seriefremstille grammofonen, som var den første afspiller, der kunne købes af almindelige folk. Dette var et stort skridt, da det nu blev muligt for folk, at høre musik når de havde lyst, blot ved at sætte en plade på. I 1906 transmitterede Reginald Fessenden den første radioudsendelse i verdenshistorien og samtidig afspillede han den første plade.
I løbet af 1910'eren begyndte regelmæssige radioudsendelser at opstå, hvor der blev afspillet både live-musik og plader. I starten bestod radioudsendelserne hovedsageligt af komedier, dramaer, nyheder, musik og sportsreportager. Nogle af radioværterne blev senere kendt som disc jockeys. I 1920'eren opstod fænomenet "Juke-joints", som kan betragtes som forløberen til diskoteket. Det var steder hvor folk mødes og hørte musik fra jukebokse og samtidig kunne de få noget at drikke. I 1927 blev Christopher Stone den første radiovært i England, på radiostationen BBC. I 1929 opgav Thomas Edison sin fonograf og krigen mellem den og grammofonen var dermed slut.

### 1930'erne til 1950'erne
I 1935 dannede den amerikanske kommentator Walter Winchell navnet "disc jockey", ved at kombinere ordet disc, som referer til pladerne, og ordet jockey som er en person der passer en maskine. Han brugte dette nye udtryk til at beskrive Martin Block, som var den første store radio DJs. Udtrykket disc jockey blev brugt på tryk i magasinet Variety i 1941.
I 1943 arrangerede Jimmy Savile verdens første DJ styrede fest, hvor han afspillede Jazz-plader i et værelse i England. I 1947 blev han den første DJ til at benytte to pladespillere, så det var muligt at opnå konstant musik, uden pauser mellem pladeskiftene. I 1947 åbnede det første diskotek i verden. Diskoteket hed "The Whiskey à Go-Go nightclub" og lå i Paris. I løbet af 50'eren spredte diskotekskonceptet sig til resten af Europa og USA. Fra omkring 1950 begyndte fjernsynet at overtage noget af radioens rolle, og på den måde opnåede fjernsynet den funktion det i dag har fået som informationsmedie for musik, nyheder og sport.
I 1950'erne begyndte nogle af de amerikanske radio DJs, at optræde live ved de såkaldte "sock hops" og "platter parties", hvor de fungerede som jukebokse. De spillede normalt 45-rpm plader med de nyeste hits på en enkelt pladespiller, mens de så snakkede til folk når de skiftede plade. I visse tilfælde var der en trommeslager som spillede beats i mellem skiftende, så dansegulvet ikke gik helt i stå. I 1955 introducerede den kendte "sock hop" DJ, Bob Casey, et dobbelt pladespillersystem, som gjorde det muligt at skifte mellem henholdsvis den ene og den anden afspiller. Igennem 1950'erne opstod der problemer mellem DJ'sne og pladeselskaberne, på grund af manglede betalingen for den musik de spillede. Dette medførte skærpet kontrol af radiostationerne. Det var også i løbet af 50'erne af fænomenet Top 40 blev dannet, som var en liste over populære sange.

### 1960'erne og 1970'erne
Igennem 1960'erne voksede mængden diskoteker og natklubber i både Europa og USA. Specialiseret DJ-udstyr begyndte at dukke op forskellige steder. Den amerikanske Club DJ Francis Grasso gjorde i løbet af 60'erne beatmatching til en populær teknik på New York's natklubber. Beatmatching er navnet for den teknik, der gør det muligt at opnå flydende overgange mellem to sange, ved at få sangenes beat og tempo til at passe sammen. Han var også manden der opfandt slip-cueing teknikken.
I 1968 var antallet af dansesteder begyndt at stagnere. De fleste steder blev enten lukket eller omdannet til klubber med optrædende live-bands.
I starten af 1970'erne medførte en økonomisk nedtur, at mange natklubber blev til undergrunds diskoteker for bøsser. I 1973 begyndte den jamaicansk fødte DJ Kool Herc, som mange betrager som faderen til hiphop kulturen, at udvikle en ny mixe teknik. Teknikken gik ud på, at han skiftede frem og tilbage mellem to identiske plader, for på den måde at udvide den rytmiske og instrumentale del af sangen. Han opfandt det, som i dag må betragtes som Extended Mix udgaver af sange. Han var på denne måde med til at skabe en ny genre indenfor DJ-faget, som i dag er kendt som Turntablism. Turntablism er kunsten at bruge pladespillere til at lave nye mix af sange, i stedet for bare at bruge dem til at afspille originalerne. 
I 1974 kom firmaet Technics med en ny pladespiller ved navn SL-1200, som igen udkom i en forbedret udgave i 1979 under navnet SL-1200 MK2. Denne pladespiller er stadig den mest benytte blandt DJs over hele verden. Det tyske band Kraftwerk udgav i 1974 singlen "Autobahn", som varerede 22 minutter og derfor fyldte en hele den første side på LP'en. Krafwerk skulle med deres elektroniske musik, senere få stort indflydelse på hiphop kulturen, samt på house pioneren Frankie Knuckles.
I miden af 70'erne opstod der en ny genre, kaldet Disco, som var en blanding af soul-funk og dance pop. Denne genre fandt hurtigt vej til mainstream hitlisterne i USA og Europa og medførte en genfødsel for diskotekerne. I 1975 opstod de første record pools, som gjorde det muligt for DJs, at få fat i nyt musik direkte fra pladeselskaberne.
I 1976 remixede den amerikanske DJ og producer sangen "Ten Percent" af Double Exposure, som blev en af de første kommercielt udgivet 12" singler (også kendt som maxi-singler). Først i 1977 blev scratch teknikken ved et uheld opfundet af DJ'en Grand Wizard Theodore.
I 1977 introducerede DJ Tom L. Lewis diskobiblen, som indeholdt en lang liste over diskohits, kategoriseret efter tempo (BPM), såvel som efter artist og titel. Dette koncept gjorde det nemt for nystartede DJs, at lære hvordan de kunne opnå flydende overgange mellem sange, så danserne ikke skulle skifte rytme på dansegulvet.

### 1980'erne
I 1981 blev tv-stationen MTV lanceret, som oprindeligt var dedikeret til musikvideoer, med vægt på rock musik. Begrebet "video jockey", ofte forkortet VJ, blev brugt til at beskrive der unge mennesker som introducerede videoerne på MTV. I løbet af 1982 var disco genren ikke længere mainstream musik, hvilket betød at en lang række diskoteker og natklubber blev nødt til at lukke, eller ændre stil. 1982 var også året, hvor sangen "Planet Rock" blev udgivet af DJ Afrika Bambaataa, hvilket var det første hip-hop nummer som benyttede sig af synthesizers. Sangen smeltede elektroniske hip-hop beats sammen med melodien fra Kraftwerk's "Trans-Europe Express". Samme år blev cd-afspilleren tilgængelig i Asien og i starten af 1983 blev den tilgængelig i det meste af den vestlige verden. CD'ens indtog blev set som et stort skridt for digital musik. 
I begyndelsen af 1980'erne opnåede DJ Larry Levan nærmest cult status og den natklub (Paradise Garage), som han spillede på blev prototypen for moderne diskoteker, hvor musikken og DJ'en var i front. Omkring dette tidspunkt nåede den disco-inspirerede elektroniske dance-genre kaldet House musik, fra Chicago til New York. Navnet opstod som en variant af natklubben "Warehouse club" som lå i Chicago, hvor DJ Frankie Knuckles mixede gamle disco klassikere med Eurosynth pop. House musik er i praksis disco musik med elektroniske fremstillede trommebeats. De meste brugte elementer i house musikken er 4/4 takten, sammen med solid bundbas.I 1983 udgav Jesse Saunders sangen "On & On", som nogle vil opfatte som det første rigtige house track.
I gennem midten af 1980'erne, spredte Techno musikken sig fra Detroits natklubber. Detroits techno artister kombinerede elementer fra house musikken og fra stilen New York Garage, samt forskellige Europæiske numre. Techno stilen fjernede sig fra disco genren, ved at udviklige sig til primært at være elektronisk produceret musik. I 1985 opstod Winter Music Conference i Fort Lauderdale, Florida, som udviklede sig til en af de primære konferencer for eletronisk musik og DJ's
I 1985 blev TRAX Dance Music Guide lanceret af American Record Pool i Beverly Hills. Det var det første nationale DJ-udgivet musikmagasin, som blev lavet på Macintosh computere ved hjælp af ekstensive markedsundersøgelser og tidlige publiceringsværktøjer. I 1986 udgav Run DMC og Aerosmith nummeret "Walk This Way", hvilket blev det første hip-hop nummer som nåede Top 10 på den amerikanske Billboard Hot 100. Dette var det første hip-hop nummer som nåede ud til almindelige mainstream mennesker. Det var også her, at konceptet med at have DJ's med som en del af bandet opstod. 

## Danish DeeJay Awards
I 2001 fik de danske DJs deres egen prisuddeling under navnet Danish DeeJaay Awards (DDJA). Showet blev i starten organiseret som en del af DDJO (Danish DeeJay Organisation), ledet af stifteren Morten Brønnum. DDJO er den dag i dag nedlagt, men Brønnum kører stadig DDJA videre som en årlig tilbagevendende begivenhed. Siden 2007 har DDJA været Danmarks største prisfest . 
Der bliver hvert år uddelt priser til en lang række kategorier indenfor den danske DJ-branche, og blandt de DJs der har modtaget flest, finder man navne som Kato, Noir, Rune RK, Trentemøller og Filur.